# Andreas Leopold Hofbauer

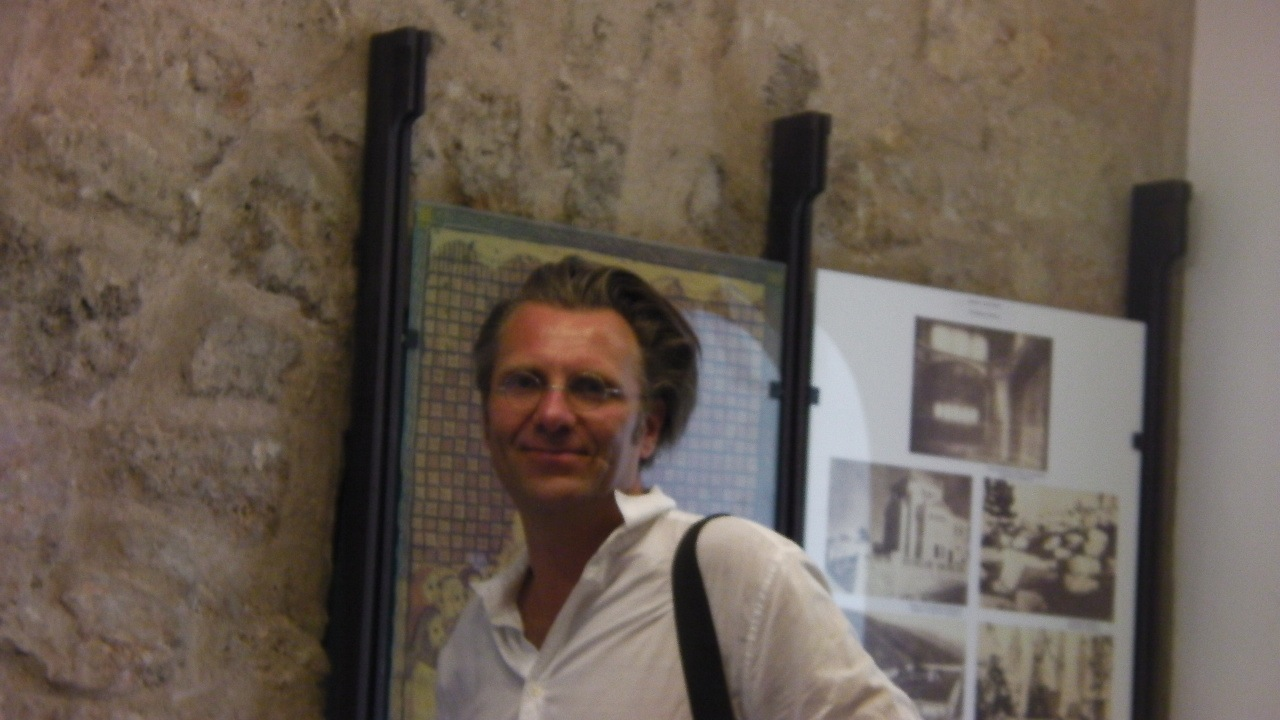
Andreas Leopold Hofbauer, 2014

Andreas L. Hofbauer (* 1967 in Wien) ist ein österreichischer Philosoph, Schriftsteller, Psychohistoriker und Übersetzer.

## Leben und Wirken
Andreas L. Hofbauer absolvierte ein Studium der Philosophie an der Universität Wien. 1994 Würdigungspreis des Bundesministers für Wissenschaft und Forschung Erhard Busek. Zweijähriges DAAD-Stipendium und Förderung für Forschungsaufenthalte in Berlin und Oxford. Er promovierte 1997 am Fachbereich Philosophie und Sozialwissenschaften I an der FU Berlin bei Dietmar Kamper und Georg Christoph Tholen.
Seine philosophischen Arbeiten setzen sich mit den sprachlichen, politischen und geschlechtlichen Konstruktionszusammenhängen von Gemeinschaft und Gesellschaft auseinander. Haupteinfluss sind dabei die antike griechische Philosophie, das Denken Friedrich Nietzsches, die Dekonstruktion und der Poststrukturalismus. In zahlreichen Essays werden wiederholt Bezugnahmen zu literarischen Texten hergestellt, die von so unterschiedlichen Autoren wie Albert Drach, Thomas De Quincey oder Herman Melville stammen.
Hofbauer arbeitet selbst bisweilen über sehr lange Zeiträume hinweg mit bildenden Künstlern zusammen. Dabei entstehen Künstlerbücher, die das herkömmliche Format von Katalogen sprengen. Hofbauer übt kuratorische und beratend kuratorische Tätigkeiten aus, so etwa für die CTM in Berlin. Dazu kommen eigene installativ-künstlerische Arbeiten, die sich zumeist diverser Sound- und Klangmedien bedienen. Für Katharina Coponys Essayfilm Moghen paris – und sie ziehen mit (2016) verfasste er die Textspur. Mit Ivan Stanev kooperierte er für die theatrale Installation Place Fantôme (2018).
Andreas L. Hofbauer ist Mitherausgeber der Schriften zur Verkehrswissenschaft.

## Buchveröffentlichungen (Auswahl)
Als Autor:
- Ökonomien der Sprache. Wien 1995, ISBN 3-85165-147-2.
- Diverse Verbindlichkeiten. Wien 1998, ISBN 3-85165-286-X.
- Ablösungsversuche. Wien 2001, ISBN 3-85165-472-2.
- Zwei Novembernächte. (Theaterstück), 2010, UA 2012 im Kleinen Wasserspeicher Berlin Prenzlauer Berg unter der Regie von Bodo Sperr[3]
- mit René Luckhardt: HER. Wien 2015, ISBN 978-3-9503749-8-8.
- mit Ivan Stanev: Place Fantôme. Berlin / Paris 2018, ISBN 978-3-00-059498-4.

Als Herausgeber:
- mit Renate Bauer und Bernd Ternes: Einfache Lösungen. Marburg 2000, ISBN 3-8288-8084-3.
- mit Hartmut Fischer: Theaterperipherien. Tübingen 2001, ISBN 3-88769-235-7.
- Bleibende Steinzeit. Wien 2018, ISBN 978-3-85449-481-2.
- mit Ivo Gurschler und Alexander Klose: ERDEN. Naturphilosophische Brocken. Wien 2022, ISBN 978-3-85449-608-3.

Als Übersetzer:
- Ruin. von Thomas De Quincey. Berlin 2022, ISBN 978-3-7518-0621-3.
- Eine deutsche Pittoreske. von Jason Schwartz. Zürich 2020, ISBN 978-3-0358-0292-4.
- Johann der Posthume. von Jason Schwartz. Zürich 2019, ISBN 978-3-0358-0132-3.
- Das Menschenbild des Westens – Ein Missverständnis? von Marshall Sahlins. Berlin 2017, ISBN 978-3-88221-565-6.
- Popppappp. von Momus. Berlin 2015, e-Book (fiktion.cc)
- Dandy in der Unterwelt. von Sebastian Horsley. München 2009, ISBN 978-3-936738-48-3.
- Herr F. von Momus. Berlin 2014, e-Book (fiktion.cc); Printausgabe: Bern 2019, ISBN 978-3-905846-54-6.
- Das Panoptikum. von Jeremy Bentham. Berlin 2013, ISBN 978-3-88221-613-4.
- Gewalt. von Slavoj Žižek. Hamburg 2011, ISBN 978-3-942281-91-1.
- Tim & Struppi und das Geheimnis der Literatur. von Tom McCarthy. Berlin 2010, ISBN 978-3-936738-61-2.
- Das Unbehagen im Subjekt. von Slavoj Žižek. Wien 1998, ISBN 3-85165-933-3.
- Ein Plädoyer für die Intoleranz. von Slavoj Žižek. Wien 1998, ISBN 3-85165-893-0.

Künstlerbücher:
- Niko Sturm: Bilder / Paintings. Salzburg 2004, ISBN 3-902144-73-4. (zweisprachig)[4]
- Niko Sturm: 21. oktober – 18. november 2004. Poslovni center Mercator, Ljubljana 2004.[5]
- Niko Sturm, Josef Zekoff: Moć / Kraft. Klagenfurt/Celovec 2007, ISBN 978-3-85435-514-4. (viersprachig)[6]
- Niko Sturm: Gojko Mitić und seine Brüder. Klagenfurt/Celovec 2013, ISBN 978-3-85435-726-1. (dreisprachig)[7]
- Niko Sturm: Чорнозем. Wien 2017, ISBN 978-3-903131-99-6. (dreisprachig)
- Niko Sturm: PS4. Klagenfurt / Celovec 2017, ISBN 978-3-85435-855-8.
- Tobias Hantmann, Andreas L. Hofbauer, René Luckhardt: Ossa carpi, manierlich. Köln 2020, ISBN 978-3-89770-541-8.